# The Wings of the Dove (filme)
The Wings of the Dove (bra: Asas do Amor; prt: As Asas do Amor) é um filme britano-estadunidense de 1997, do gênero drama romântico, dirigido por Iain Softley, com roteiro de Hossein Amini baseado no romance The Wings of the Dove, de Henry James.

## Sinopse
No século 19, a jovem Kate vive o dilema entre o conforto da vida com uma tia rica ou seguir um jornalista pobre por quem se apaixonara.

## Prêmios e indicações
| Prêmio             | Categoria                         | Recipiente                 | Resultado |
| ------------------ | --------------------------------- | -------------------------- | --------- |
| BAFTA 1998         | Melhor maquiagem e caracterização | Sallie Jaye, Jan Archibald | Venceu    |
| BAFTA 1998         | Melhor cinematografia             | Eduardo Serra              | Venceu    |
| BAFTA 1998         | Melhor atriz                      | Helena Bonham Carter       | Indicado  |
| BAFTA 1998         | Melhor roteiro adaptado           | Hossein Amini              | Indicado  |
| BAFTA 1998         | Melhor figurino                   | Sandy Powell               | Indicado  |
| Globo de Ouro 1998 | Melhor atriz - drama              | Helena Bonham Carter       | Indicado  |
| Oscar 1998         | Melhor atriz                      | Helena Bonham Carter       | Indicado  |
| Oscar 1998         | Melhor fotografia                 | Eduardo Serra              | Indicado  |
| Oscar 1998         | Melhor roteiro adaptado           | Hossein Amini              | Indicado  |
| Oscar 1998         | Melhor figurino                   | Sandy Powell               | Indicado  |

## Elenco
- Helena Bonham Carter .... Kate Croy
- Linus Roache .... Merton Densher
- Alison Elliott .... Millie Theale
- Charlotte Rampling .... tia Maude
- Elizabeth McGovern .... Susan 'Susie' Stringham
- Michael Gambon .... Lionel Croy, pai de Kate